# Francis Ngannou
Francis Ngannou (* 5. September 1986 in Batié, Kamerun) ist ein französisch-kamerunischer Mixed-Martial-Arts-Kämpfer und ehemaliger Champion der UFC-Schwergewichtsklasse.

## Karriere
Francis Ngannou migrierte mit 26 Jahren nach Europa und begann in diesem relativ späten Alter in Paris mit dem Boxen. Sein Trainer überzeugte ihn nach kurzer Zeit, zum MMA umzusteigen, und im November 2013 absolvierte Ngannou seinen ersten Profikampf, den er durch einen Aufgabegriff in der ersten Runde gewann.
2015 debütierte Ngannou in der Ultimate Fighting Championship und erarbeitete sich schnell einen Ruf als gefürchteter K.O.-Schläger. So wurde beispielsweise MMA-Veteran Alistair Overeem in der ersten Runde spektakulär ausgeknockt. Im Januar 2018 durfte Ngannou den Schwergewichts-Champion Stipe Miocic zum Titelkampf herausfordern, hatte dem starken Ringen von Miocic jedoch nur wenig entgegenzusetzen und verlor den Kampf einstimmig nach Punkten.
Nach einer weiteren Punktniederlage gegen Derrick Lewis legte Ngannou eine spektakuläre Siegesserie hin, bei der er Curtis Blaydes, Cain Velasquez, Junior dos Santos und Jairzinho Rozenstruik in der ersten Runde ausknockte und dafür fast nie länger als eine Minute benötigte. Durch diesen Siegeszug erhielt er erneut das Recht, Stipe Miocic um den Schwergewichtstitel herauszufordern.
Das zweite Duell mit Miocic fand am 27. März 2021 bei UFC 260 statt. Diesmal hatte der Titelträger mit seinen Takedown-Versuchen keinen Erfolg und wurde in der zweiten Runde von Ngannou mit einem linken Haken ausgeknockt. Damit wurde Ngannou zum ersten UFC-Schwergewichtschampion aus Afrika.
Am 22. Januar 2022 verteidigte Ngannou den Titel bei UFC 270 gegen seinen ehemaligen Trainingspartner Ciryl Gane aus Frankreich. Ngannou gewann den Kampf via Punkten nach fünf Runden, vor allem dank mehrerer erfolgreicher Takedowns. Am 15. Januar 2023 wurde er von der UFC aus seinem Vertrag entlassen, nachdem mehr als ein Jahr lang keine Einigung für eine Titelverteidigung hatte erzielt werden können. Der Schwergewichtstitel der UFC wurde für vakant erklärt.
Am 15. Mai 2023 unterzeichnete Ngannou einen Vertrag über mehrere Kämpfe bei der Professional Fighters League (PFL) und wurde gleichzeitig der Vorsitzende von P.F.L. Africa.
Am 28. Oktober 2023 bestritt Ngannou seinen ersten professionellen Boxkampf gegen Tyson Fury, welchen er durch geteilte Entscheidung verlor. Ngannou schickte Fury einmal in der dritten Runde zu Boden. Zwei der Ringrichter entschieden am Ende dennoch mit 96:93 und 95:94 zugunsten Furys. Verschiedene Kampfsportexperten äußerten sich kritisch zu der Wertung, einige hielten Ngannou für den Gewinner. Fury bewertete den Kampf als seinen härtesten „seit 10 Jahren“.

## Erfolge
- Ultimate Fighting Championship

- 1× UFC Heavyweight Champion
  - 1× Titelverteidigung

- 6× „Performance of the Night“-Auszeichnung

## Mixed Martial Arts Statistik
| Professionelle Bilanz |          |               |
| 21 Kämpfe             | 18 Siege | 3 Niederlagen |
| Durch K. o.           | 13       | 0             |
| Durch Aufgabe         | 4        | 0             |
| Durch Punkte          | 1        | 3             |

## Liste der Profikämpfe (Boxen)
| 0 Siege (0 K.-o.-Siege), 2 Niederlagen, 0 Unentschieden |             |                                     |                |                                                     |
| Jahr                                                    | Tag         | Ort                                 | Gegner         | Ergebnis für Ngannou                                |
| 2023                                                    | 28. Oktober | Boulevard Hall, Riad, Saudi-Arabien | Tyson Fury     | Punktniederlage (geteilte Entscheidung) / 10 Runden |
| 2024                                                    | 08. März    | Kingdom Arena, Riad, Saudi-Arabien  | Anthony Joshua | KO / 2 Runde                                        |
| Quelle: Francis Ngannou in der BoxRec-Datenbank         |             |                                     |                |                                                     |